# Саррацения пурпурная
Сарраце́ния пурпу́рная (лат. Sarracenia purpurea) — вид многолетних, насекомоядных растений, семейства Саррацениевые (Sarraceniaceae). Широко культивируется в качестве комнатного растения.

## Ботаническое описание

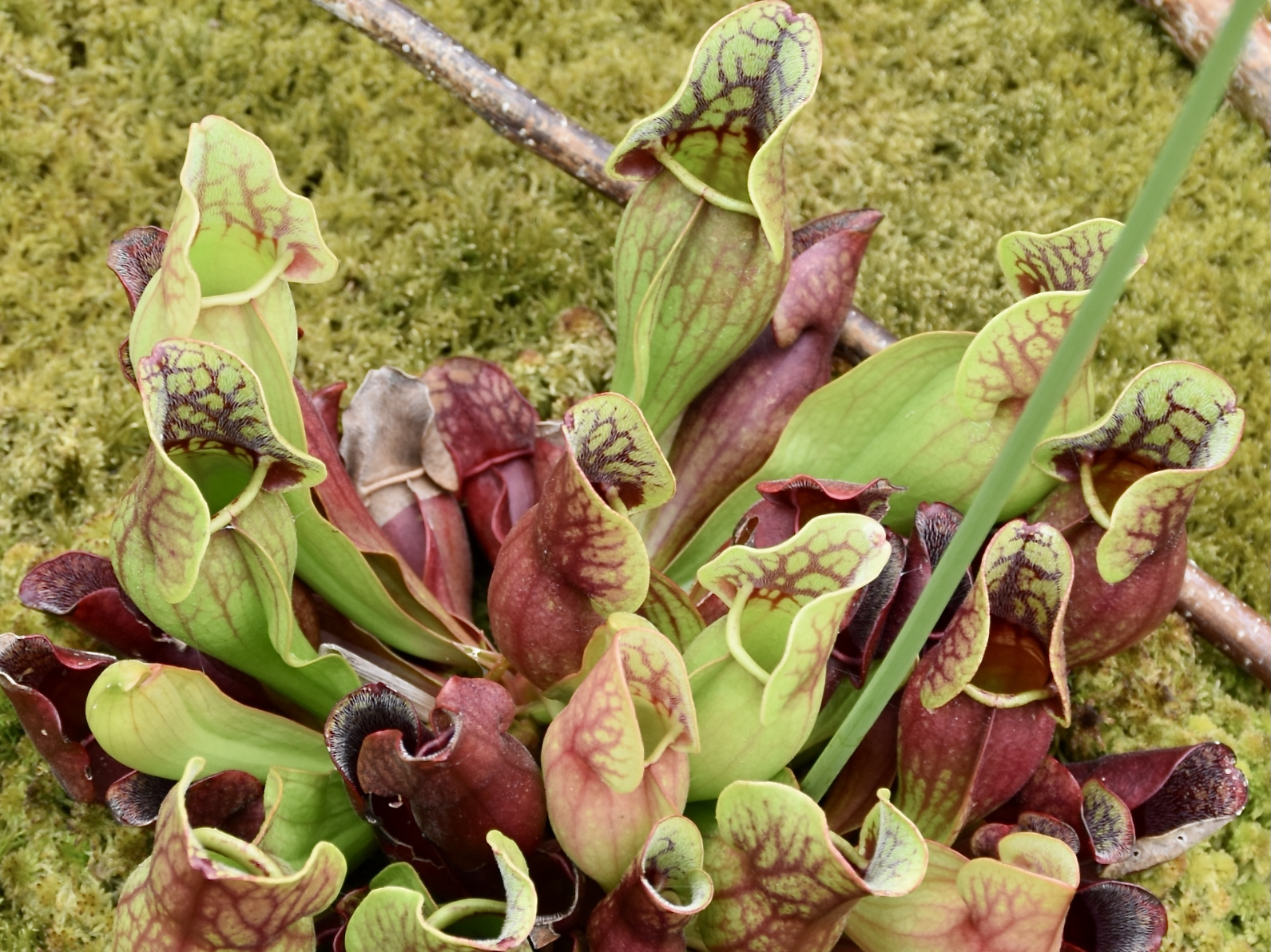
Растение в Королевском ботаническом саду Кью

Растения формируют плотные куртины и имеют корневища диаметром от 0,3 до 1,5 см. Кувшины этого вида являются устойчивыми и появляются либо с цветками, либо после них. Они могут быть раскидистыми, восходящими или лежачими, а их цвет может варьироваться от почти зеленого с красными или пурпурными жилками до практически однородной пурпурно-красной окраски. Кувшины не имеют белых ареол и обладают формой урцела, напоминающего охотничий рог. Они имеют размеры от 5 до 25 (иногда до 45) см и выпуклость, наиболее заметную в верхней части и шириной 3-6 см в самом широком месте. Внешняя поверхность кувшинов может быть голой или покрытой густыми волосками, а у некоторых видов она может быть блестящей или восковой. Крылья кувшинов имеют диаметр от 1 до 3 (или иногда 4) см и имеют отверстие, которое может быть круглым или овальным, шириной от 1,4 до 3,6 см. Обод отверстия может иметь зеленый или пурпурно-красный цвет, быть толстым и расширяться. Он свободно закручен и может быть либо едва заметным, либо без углубления дистальнее крыла. Ширина обода в самом толстом месте составляет от 0,7 до 3,1 мм. Капюшон может быть прямостоячим или с лопастями, согнутыми над отверстием, он имеет тот же цвет и прожилки, что и кувшин, и может быть почковидной формы, волнистым или цельным. Размеры капюшона составляют от 2 до 5 см в длину и от 3 до 7 см в ширину, при этом он шире по длине, чем по ширине. У капюшона имеются сердцевидные лопасти в основании, прикрепленные к краям отверстия без шеи. Дистальная часть капюшона слегка загнута абаксиально и имеет выемку на вершине. Вершина капюшона не имеет вершины и обратная его поверхность покрыта отогнутыми щетинками длиной от 0,6 до 1,8 (или иногда 3) мм. Филлодии отсутствуют у этого вида. Черешки кувшинов значительно длиннее самих кувшинов и имеют размеры от 22 до 79 см. Прицветники имеют длину от 0,5 до 0,8 см.

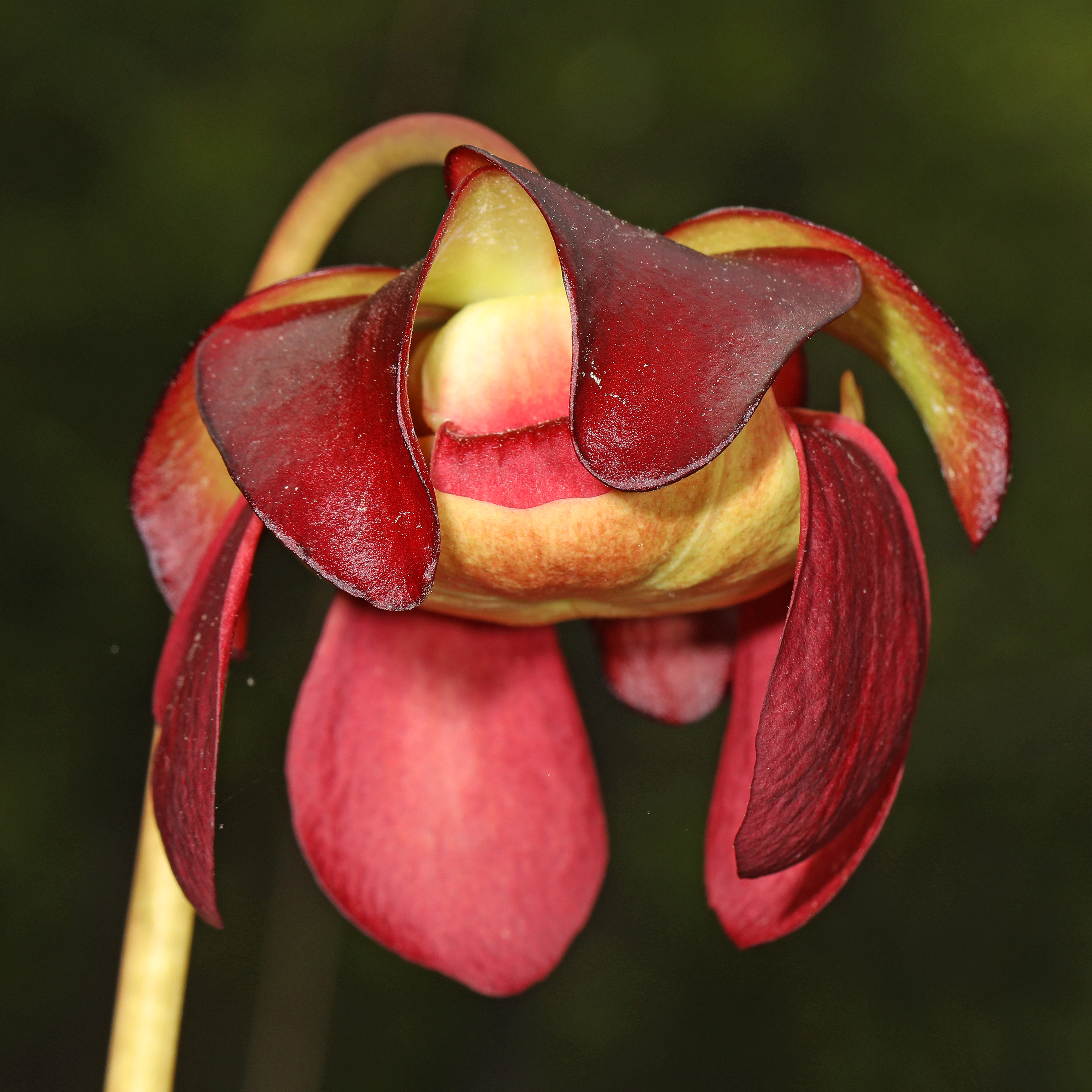
Цветок

Цветки могут быть умеренно ароматными или иметь смешанный приятный и неприятный запах. Чашелистики цветков окрашены в пурпурно-красный цвет и имеют размеры от 2,2 до 4,2 см в длину и от 1,5 до 3,5 см в ширину. Лепестки могут быть от красных до темно-бордовых и иметь эллиптическую или обратнояйцевидную форму. Размеры лепестков составляют от 3,3 до 5,3 см в длину и от 1,5 до 3 см в ширину, при этом их края цельнокрайние. Плодом растения является коробочка диаметром от 1 до 2 см, а семена имеют размеры от 1,7 до 2 мм.
Хромосомное число 2n = 26.

## Распространение и экология
Sarracenia purpurea распространена в восточной части Северной Америки, где ее можно найти на влажных торфяных почвах саванн и окраинах верховых болот. Отличительной чертой Sarracenia purpurea является компактное растение с кувшинами, направленными открытыми к небу. У них вертикальные колпаки, благодаря чему каждый кувшин собирает дождевую воду. В этой воде насекомые, запутавшиеся в ловушке, утопают, так как кувшин содержит смесь дождевой воды и ферментов.
Sarracenia purpurea subsp. purpurea встречается от Миннесоты через Великие озера до Ньюфаундленда, а также на юг вдоль Атлантического побережья до сосновых степей Нью-Джерси. Sarracenia purpurea subsp. venosa в основном произрастает на прибрежной равнине от сосновых степей Нью-Джерси на юг до Джорджии, а также на запад от Флориды до Луизианы.
Sarracenia purpurea, вероятно, является наиболее известным среди кувшинных растений. В течение 10-12 тысяч лет после оледенения оно быстро и эффективно заселило торфяные болота северных районов. Этот вид является единственным кувшинным растением, которое в естественных условиях процветает к северу от юго-востока Вирджинии. Оно также было интродуцировано в северной Калифорнии и Вашингтоне. 

## Механизм охоты
Края кувшиновидного листа выделяют сладкий сок, который привлекает насекомых. Они забираются внутрь «кувшина», где всё покрыто направленными вниз волосками. От этого насекомое проваливается в «кувшин» и падает в жидкость, где сформировалась особая экосистема, состоящая, в основном, из различных бактерий и личинок комаров. Бактерии расщепляют тело пойманного насекомого на меленькие части, успев переварить некоторые из них. Оставшимися, в свою очередь, питаются личинки, которые в процессе пищеварения разлагают сложные соединения на простые, чтобы растение могло усвоить их.

## Таксономия

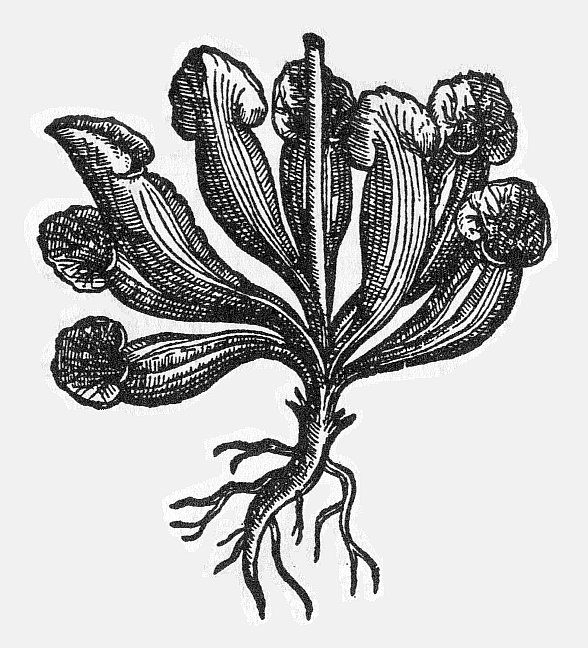
Старейшее известное изображение Саррацении пурпурной из книги Клузиуса «История редких растений»

Sarracenia purpurea L., первое упоминание в Sp. Pl.: 510 (1753).

### Синонимы
Гомотипные (основанные на одном и том же номенклатурном типе):
- Sarracenia purpurea var. typica Macfarl. (1908), not validly publ.

### Подвиды
Подтвержденные подвиды по данным сайта Plants of the World Online на 2023 год:
- Sarracenia purpurea subsp. purpurea
- Sarracenia purpurea subsp. venosa (Raf.) Wherry